# 구슬동자
《구슬동자》(일본어 원제: Bビーダマン爆外伝)는 1998년 2월 7일부터 1999년 1월 31일까지 나고야 TV발 TV 아사히 계열에서 전 48화 방송된 텔레비전 애니메이션이다. 대한민국에서는 SBS에서 방영되었다.

## 스토리
블루 고성능 활공기 태양계에 있는 비다 왕국의 왕자, 해라 본은 있을 때, 오렌지 본 늙은 스승과 아버지·골든 본왕에게 불려 간다.
골든 본은 힘에 의한 태양계의 지배를 목론사악한 다크 본 황제가 되고 있어 노르아크 제국을 건국하고 있었다.
그는 해라 본에 태양계 정복에의 협력을 강요하는 것도, 해라 본은 그것을 거절했기 때문에, 에이스 파일럿·검은 색 본에 의해서 투옥되어 처형될 것 같게 된다.
그러나, 반란군네레이드의 일원·때본과 과학자·Dr.그레이 본의 협력에 의해라 본은 구출된다.
해라 본도 동료에 참가해, 해라 본은 네레이드의 일원으로서 노르아크 제국과 싸운다.

## 같이 보기
- 네오 봄버맨
- 터치! 봄버맨랜드